# إيفو فاسكيز
إيفو فاسكيز هو لاعب كرة قدم مكسيكي، ولد في 16 أكتوبر 2000.